# Malik (Chorwacja)
Malik – wieś w Chorwacji, w żupanii karlowackiej, w gminie Bosiljevo. W 2011 roku liczyła 24 mieszkańców.